# Monumento a Cesare Beccaria (1871)
Il monumento a Cesare Beccaria è una scultura in bronzo posta in piazza Cesare Beccaria a Milano.

## Originale in marmo
La realizzazione di un monumento nazionale dedicato a Cesare Beccaria (dopo il monumento del 1837 posto nel palazzo di Brera) fu proposta nel 1865 in occasione del voto in parlamento per l'abolizione della pena di morte; si aggiungeva anche il centenario, appena trascorso, della pubblicazione del volume Dei delitti e delle pene (1764).
Il 1º gennaio 1868 venne presentato il programma del concorso artistico per la presentazione dei bozzetti; tra i 12 partecipanti fu approvato quello intitolato Essere o non essere, questo è il problema di Giuseppe Grandi.
L'inaugurazione del monumento ebbe luogo il 19 marzo 1871.
La festa riuscì solenne e commovente per affluenza di popolo stipato sulla piazza e nelle vie adjacenti, e per concorso di invitati. Rappresentanze di Provincie e Municipi, di Curie forensi, di Università, di Accademie ed Associazioni scientifiche, di Società operaie, della stampa periodica, onoravano la inaugurazione.»
(da Rendiconto del comitato promotore)
L'opera ebbe riscontri positivi, con solo piccole annotazioni.
(C. Bozzi)
(S. Ghiron)

## Copia in bronzo

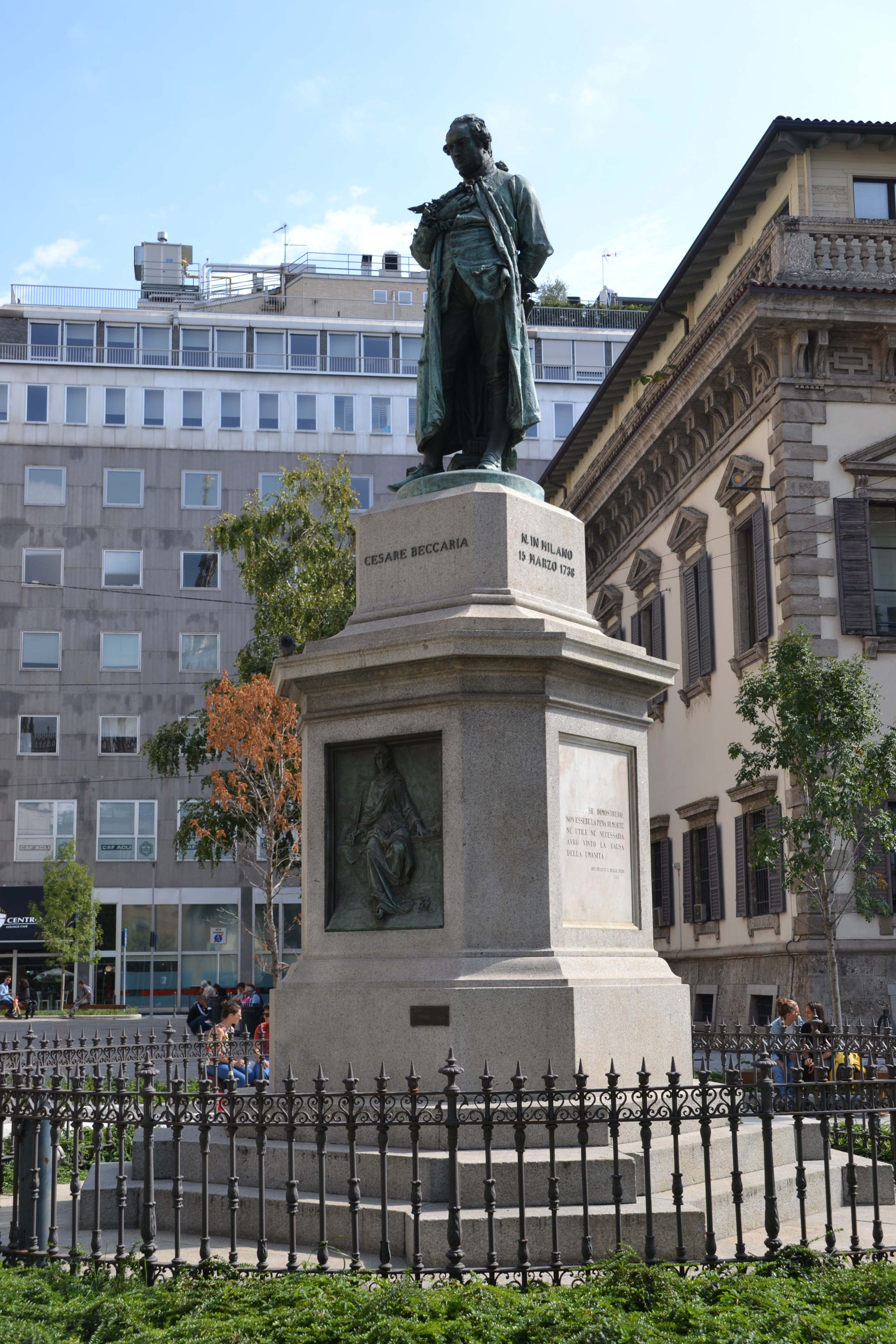
Statua in bronzo attuale

Nel 1913 a causa del deterioramento del marmo, la scultura fu sostituita da una copia in bronzo. L'originale, dopo alcuni spostamenti, fu sistemato all'interno del Palazzo di Giustizia.
(da un articolo del 1941)

## Basamento
Il basamento quadrato presenta due bassorilievi in bronzo, sempre realizzati da Grandi, con due allegorie.
- Sul fronte è raffigurata la Civiltà raggiante con i simboli della giustizia, che poggia la mano sinistra su un volume con l'indicazione Beccaria; sul seggio si intravedono anche due medaglioni con i nomi di Risi e Gallarati Scotti, i due magistrati milanesi che, insieme al Beccaria, nella Consulta Governativa del 22 gennaio 1792 per la riforma del codice criminale di Lombardia votarono contro la pena di morte per i delitti comuni.
- Sul retro è raffigurato il Tempo che distende un velo sulle miserie lamentate nel libro Dei delitti e delle pene.

Sui due lati sono presenti due lapidi in marmo, una con una citazione di Beccaria («Se dimostrerà non essere la pena di morte né utile né necessaria avrò vinto la causa dell'umanità») e una a ricordo del voto parlamentare («Italiani e Stranieri eressero, augurando che il voto 13 marzo 1865 della Camera del Deputati per l'abolizione della pena di morte sia tradotto in legge»).

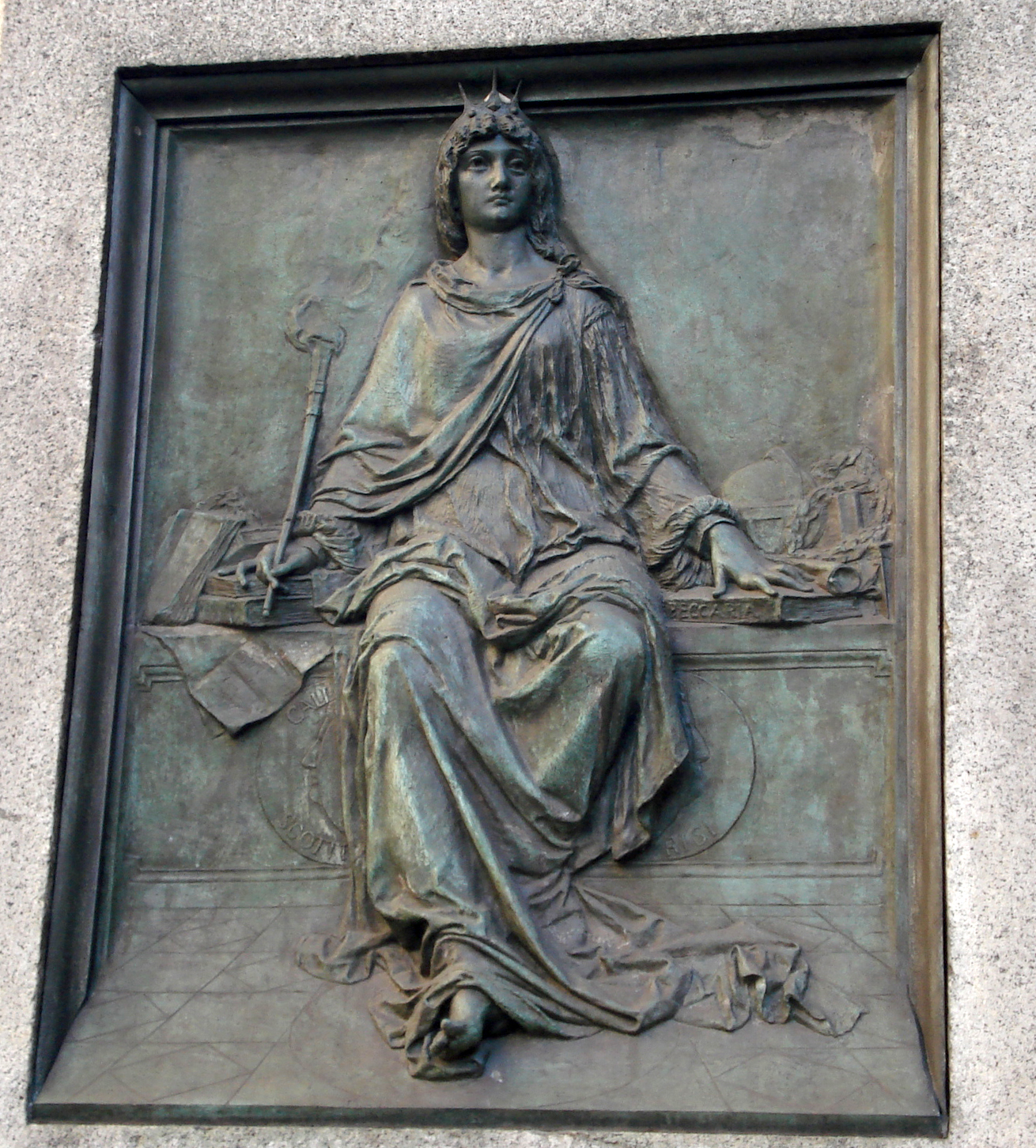
Allegoria della Civiltà raggiante
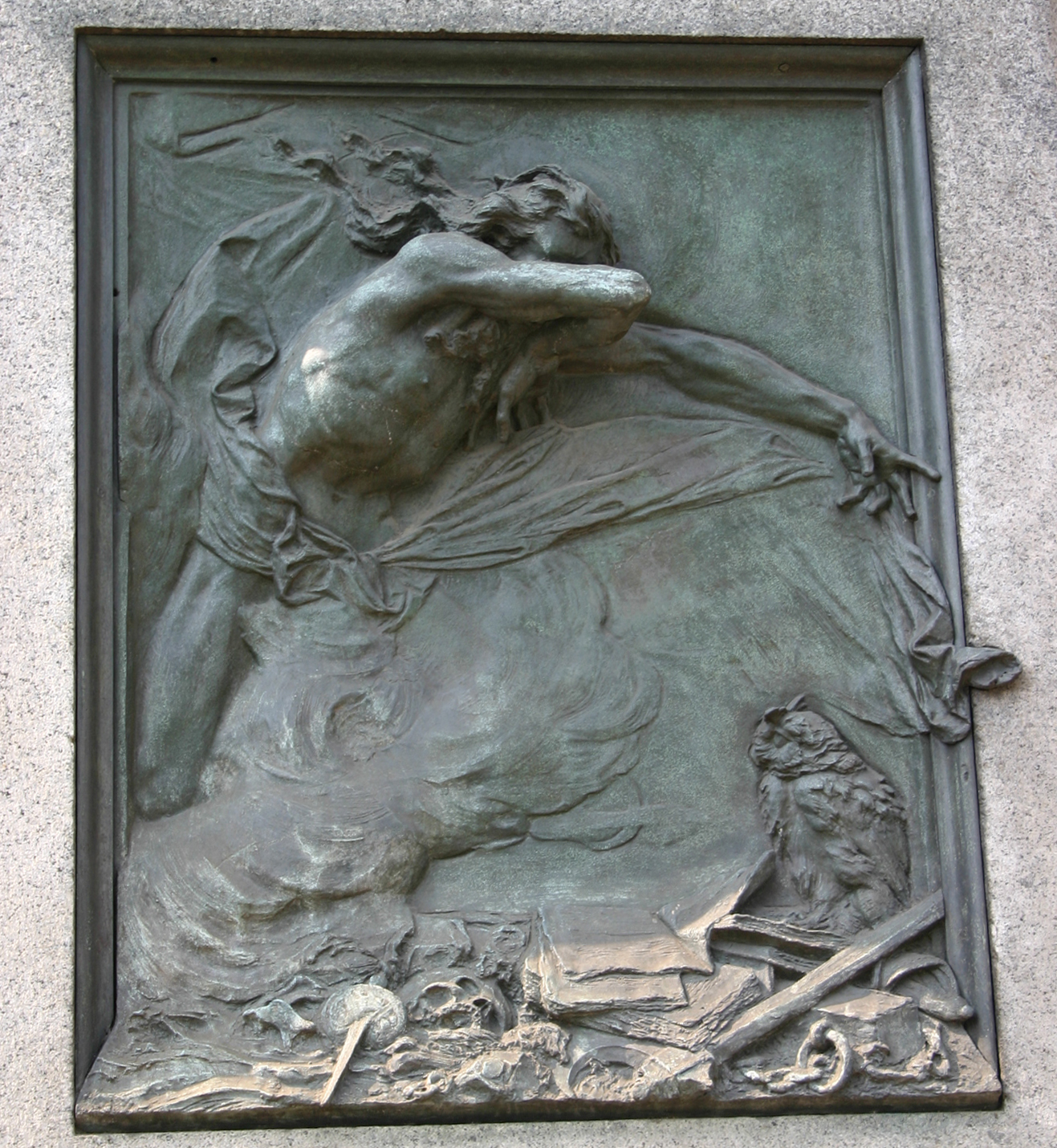
Allegoria del Tempo
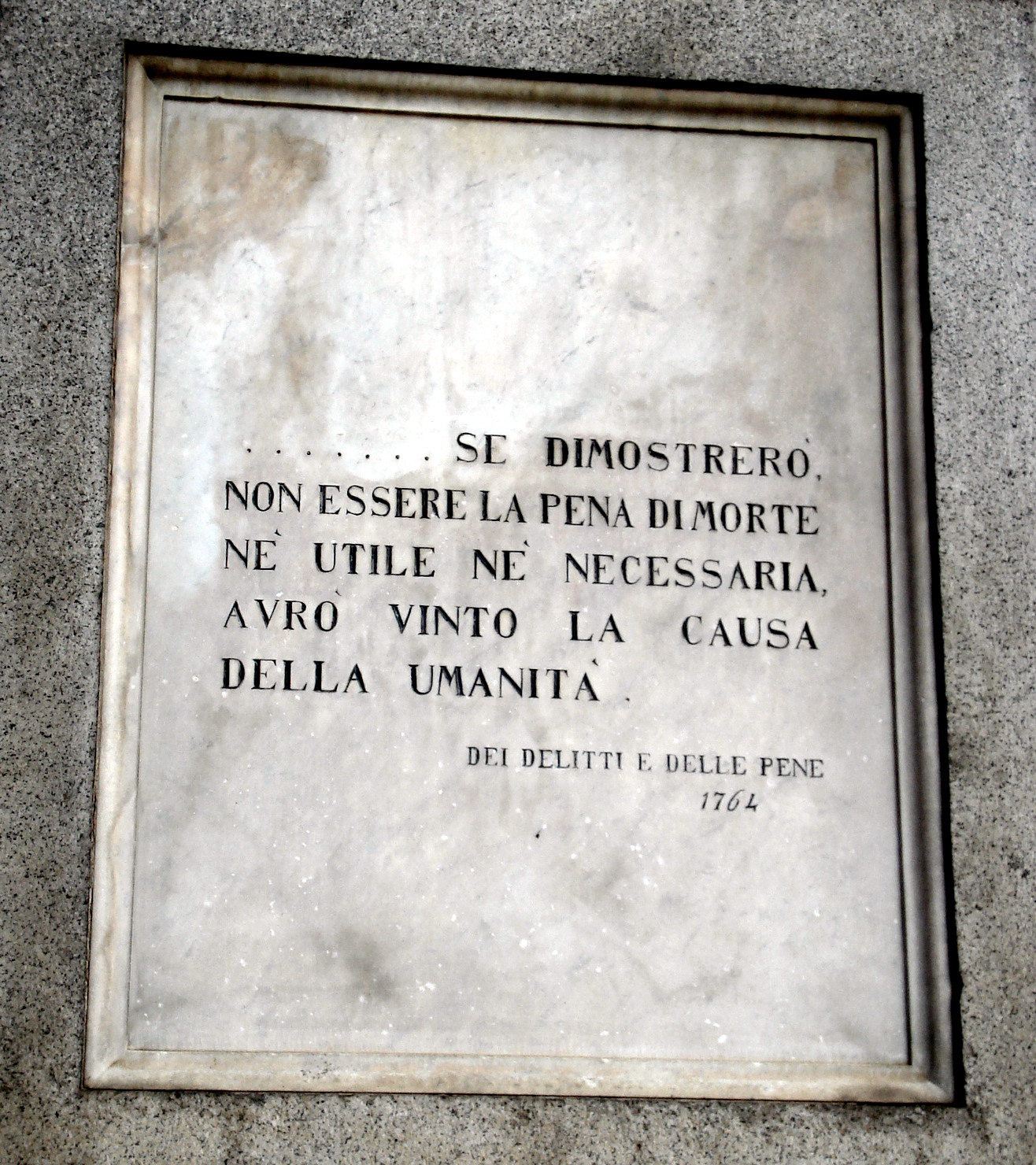
Lapide con citazione del Beccaria
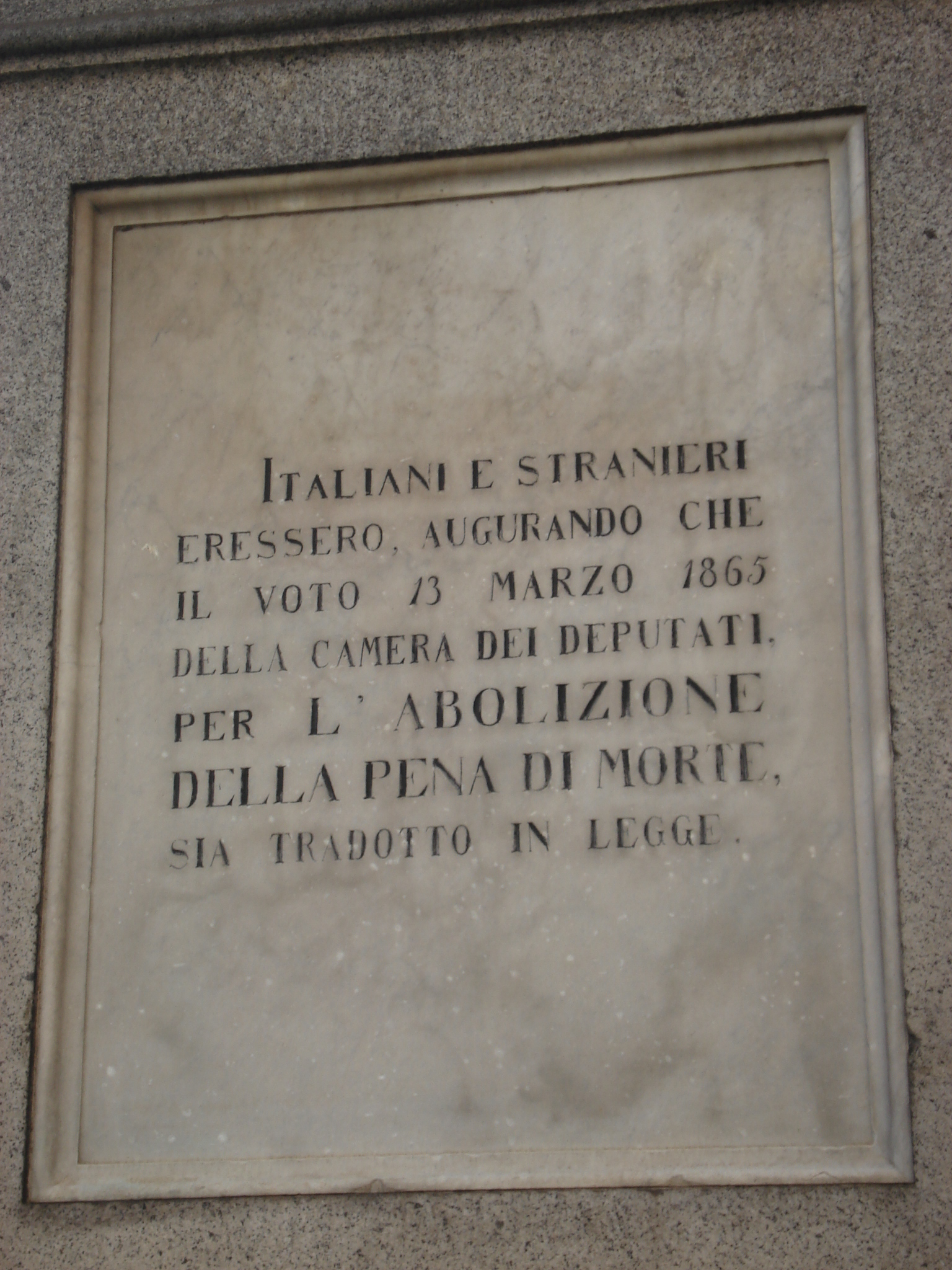
Lapide a ricordo del voto parlamentare

Nella parte superiore è presente un'iscrizione in quattro parti: «CESARE BECCARIA || N. IN MILANO / 15 MARZO 1738 || INAUGURATO / 19 MARZO 1871 || M. 28 NOV. 1794».